# 霍拉爾冰川
75°0′S 114°28′W / 75.000°S 114.467°W
霍拉爾冰川（英語：Horrall Glacier）是南極洲的冰川，位於瑪麗伯德地，處於科勒嶺地區，發源自福爾肯德嶺，最終在克利莫夫海崖注入科勒冰川，美國地質調查局根據測量和該國海軍的空中照片繪入地圖，現時由南極條約體系管理。